# Équipe du Venezuela de football à la Copa América 1999
L'équipe du Venezuela de football participe à sa 11e Copa América lors de l'édition 1999 qui se tient au Paraguay du 29 juin 1999 au 18 juillet 1999. Elle se rend à la compétition en tant qu'éliminée du 1er tour de la Copa América 1997.
Les Vénézuéliens termiment derniers du groupe B avec un bilan de trois défaites en trois matchs soit le même bilan qu'en 1997.

## Résultat

### Premier tour
| Classement final |           |     |   |   |   |   |    |    |      |
|                  | Équipe    | Pts | J | G | N | P | BP | BC | Diff |
| 1                | Brésil    | 9   | 3 | 3 | 0 | 0 | 10 | 1  | +9   |
| 2                | Mexique   | 6   | 3 | 2 | 0 | 1 | 5  | 3  | +2   |
| 3                | Chili     | 3   | 3 | 1 | 0 | 2 | 3  | 2  | +1   |
| 4                | Venezuela | 0   | 3 | 0 | 0 | 3 | 1  | 13 | -12  |

| 30 juin   | Brésil  | 7 | 0 | Venezuela |
| 30 juin   | Mexique | 1 | 0 | Chili     |
| 3 juillet | Brésil  | 2 | 1 | Mexique   |
| 3 juillet | Chili   | 3 | 0 | Venezuela |
| 6 juillet | Brésil  | 1 | 0 | Chili     |
| 6 juillet | Mexique | 3 | 1 | Venezuela |

| 30 juin 1999 | Brésil                                                                           | 7 – 0   | Venezuela | Estadio Antonio Oddone Sarubbi (Ciudad del Este) |                                                  |
|              | Ronaldo 28e, 62e · Emerson 40e · Amoroso 54e, 81e · Ronaldinho 74e · Rivaldo 82e | (2 - 0) |           | Spectateurs : 20 000 Arbitrage : Bonifacio Núñez | Spectateurs : 20 000 Arbitrage : Bonifacio Núñez |

| 3 juillet 1999 | Chili                                                                  | 3 – 0   | Venezuela   | Estadio Antonio Oddone Sarubbi (Ciudad del Este) |                                            |
|                | Zamorano 5e · Estay 21e · Tortolero 66e (csc) · Vargas 39e · Salas 69e | (2 - 0) | Álvarez 18e | Spectateurs : 14 000 Arbitrage : Juan Luna       | Spectateurs : 14 000 Arbitrage : Juan Luna |

| 6 juillet 1999 | Mexique                                   | 3 – 1   | Venezuela    | Estadio Antonio Oddone Sarubbi (Ciudad del Este) |                                                 |
|                | Blanco 21e, 39e · Osorno 29e · Blanco 84e | (3 - 0) | Urdaneta 72e | Spectateurs : 5 000 Arbitrage : Bonifacio Núñez  | Spectateurs : 5 000 Arbitrage : Bonifacio Núñez |

## Navigation